# Stazione meteorologica di Fornovo di Taro-Neviano de' Rossi
La stazione meteorologica di Fornovo di Taro-Neviano de' Rossi è la stazione meteorologica di riferimento relativa all'omonima località del territorio comunale di Fornovo di Taro.

## Coordinate geografiche
La stazione meteo si trova nell'Italia nord-orientale, in Emilia-Romagna, in provincia di Parma, nel comune di Fornovo di Taro, in località Neviano de' Rossi, a 390 metri s.l.m. e alle coordinate geografiche 44°40′N 10°09′E.

## Dati climatologici
In base alla media trentennale di riferimento 1961-1990, la temperatura media del mese più freddo, gennaio, si attesta a +1,4 °C; quella del mese più caldo, luglio, è di +22,3 °C .
| Fornovo di Taro-Neviano de' Rossi | Mesi | Mesi | Mesi | Mesi | Mesi | Mesi | Mesi | Mesi | Mesi | Mesi | Mesi | Mesi | Stagioni | Stagioni | Stagioni | Stagioni | Anno |
| Fornovo di Taro-Neviano de' Rossi | Gen  | Feb  | Mar  | Apr  | Mag  | Giu  | Lug  | Ago  | Set  | Ott  | Nov  | Dic  | Inv      | Pri      | Est      | Aut      | Anno |
| --------------------------------- | ---- | ---- | ---- | ---- | ---- | ---- | ---- | ---- | ---- | ---- | ---- | ---- | -------- | -------- | -------- | -------- | ---- |
| T. max. media (°C)                | 4,4  | 6,6  | 10,7 | 15,6 | 19,4 | 24,0 | 26,5 | 25,5 | 21,4 | 15,5 | 9,7  | 5,0  | 5,3      | 15,2     | 25,3     | 15,5     | 15,4 |
| T. min. media (°C)                | −1,6 | −0,8 | 3,4  | 7,2  | 10,7 | 15,3 | 18,0 | 17,8 | 14,6 | 9,0  | 4,5  | −0,7 | −1,0     | 7,1      | 17,0     | 9,4      | 8,1  |